# تپه مرجان بابا مراد ۳
تپه مرجان بابا مراد ۳ مربوط به دوره اشکانیان - دوره ساسانیان است و در شهرستان گیلانغرب، بخش مرکزی، دهستان حومه، ۴۰۰ متری شرق روستای مرجان بابا مراد واقع شده و این اثر در تاریخ ۱۸ اسفند ۱۳۸۷ با شمارهٔ ثبت ۲۴۸۸۲ به‌عنوان یکی از آثار ملی ایران به ثبت رسیده است.